# Hilmarton
 (septembre 2023).
Hilmarton est une paroisse civile et un village du Wiltshire, en Angleterre.